# Arroio do Veado
Der Arroio do Veado ist ein etwa 3 km langer linker Nebenfluss des Rio Ivaí im Inneren des brasilianischen Bundesstaats Paraná.

## Etymologie und Geschichte
Der portugiesische Name Arroio do Veado bedeutet auf Deutsch Hirschbach.

## Geografie

### Lage
Das Einzugsgebiet des Arroio do Veado befindet sich auf dem Segundo Planalto Paranaense (Zweite oder Ponta-Grossa-Hochebene von Paraná).

### Verlauf
Sein Quellgebiet liegt im Munizip Ariranha do Ivaí auf 442 m Meereshöhe etwa 10 km südöstlich des Hauptorts.
Der Fluss verläuft in südöstlicher Richtung. Er mündet an der Grenze zum Munizip Manoel Ribas auf 436 m Höhe von links in den Rio Ivaí. Er ist etwa 3 km lang.

### Munizipien im Einzugsgebiet
Am Arroio do Veado liegen die zwei Munizipien  Ariranha do Ivaí und Manoel Ribas.